# 선성군 (서진)
선성군(宣城郡)은 서진대 설치된 중국의 옛 군으로 안후이성의 지급시인 쉬안청시와 츠저우시의 전신이다.

## 진
281년(서진 무제 태강 2년), 오나라를 정복한 서진이 단양군 남부의 11개현이 선성군으로 분리되었고 치소를 완릉에 두었다. 서진대에는 23,500호를 거느렸다. 영가의 난이후 양성군과 회남군의 주민들이 남쪽으로 피난을 오면서 일부 지역이 회남군으로 분리되었다.
| 현명   | 한자   | 대략적 위치                                 | 비고 |
| ------ | ------ | ------------------------------------------- | --- |
| 완릉현 | 宛陵縣 | 쉬안청시 쉬안저우구                         | |
| 선성현 | 宣城縣 | 우후시 난링현 익강진(弋江鎭) 토지호(土地湖) | |
| 능양현 | 陵陽縣 | 츠저우시 칭양현 능양진(陵陽鎭)              | 338년(동진 성제 함강 4년) 능양현에서 광양현(廣陽縣)으로 개명되었다.                                        |
| 안오현 | 安吳縣 | 쉬안청시 징현 화림촌(花林村) 일대           | 196년(후한 헌제 건안 원년) 신설되었다.                                                                     |
| 임성현 | 臨城縣 | 츠저우시 칭양현 용성진(蓉城鎭) 남           | 243년(오 대제 적오 6년) 신설되었다.                                                                        |
| 석성현 | 石城縣 | 츠저우시 구이츠구 동산진(銅山鎭) 서북 일대  | |
| 경현   | 涇縣   | 쉬안청시 징현                               | |
| 춘곡현 | 春谷縣 | 우한시 판창현 횡산촌(橫山村) 일대           | 영가의 난으로 양성군이 함락되자 양성군의 주민들이 춘곡으로 이주했고 그 자리에 번창현(繁昌縣)이 교치되었다. |
| 광덕현 | 廣德縣 | 쉬안청시 광더현 화고향남 왕촌(汪村)일대     | |
| 영국현 | 寧國縣 | 쉬안청시 닝궈시 남 천무촌(千亩村)일대       | |
| 회안현 | 懷安縣 | 쉬안청시 닝궈시 영돈진(寧墩鎭)              | 208년(후한 헌제 건안 13년) 신설되었다.                                                                     |

## 송, 제, 양, 진
송나라 때 선성군은 10,120호 47,992명을 거느렸다. 건강부터 본군까지 수로로 580리였고 육로로 500리 거리였다. 467년(유송 명제 태시 3년), 남예주의 치소가 선성군으로 옮겨지자 남예주의 중심지가 되었으나, 469년(유송 명제 태시 5년) 남예주가 폐지되자 다시 양주의 속군이 되었다. 484년(남제 무제 영명 2년) 남예주가 재설치되자 남예주의 속군으로 편제되었다. 525년(양 무제 보통 6년) 군의 일부지역이 남릉군(南陵郡)으로 분리되었다.
| 현명   | 한자   | 민정       | 비고                                                                                            |
| ------ | ------ | ---------- | ----------------------------------------------------------------------------------------------- |
| 완릉현 | 宛陵縣 | 현령(縣令) |                                                                                                 |
| 광덕현 | 廣德縣 | 현령(縣令) | 555년(양 경제 소태 원년) 오흥군 고장현, 신설된 석봉현과 함께 광양군(廣梁郡)으로 분리신설되었다. |
| 회안현 | 懷安縣 | 현령(縣令) |                                                                                                 |
| 영국현 | 寧國縣 | 현령(縣令) |                                                                                                 |
| 선성현 | 宣城縣 | 현령(縣令) |                                                                                                 |
| 안오현 | 安吳縣 | 현령(縣令) |                                                                                                 |
| 경현   | 涇縣   | 현령(縣令) |                                                                                                 |
| 임성현 | 臨城縣 | 현령(縣令) | 525년 남릉군으로 분리되었다.                                                                    |
| 광양현 | 廣陽縣 | 현령(縣令) |                                                                                                 |
| 석성현 | 石城縣 | 현령(縣令) | 525년 남릉군으로 분리되었다.                                                                    |

## 수
수나라는 진나라를 정복한 이후, 군현제를 폐지하고 주현제를 실시하면서 선성군을 폐지하고 군을 통치하던 남예주를 선주(宣州)로 개명했다. 607년(수 양제 대업 3년) 군현제가 실시되면서 선주가 폐지되고 선성군이 다시 설치되었다. 수나라 말의 선성군은 6현 19,979호를 거느렸다.
| 현명   | 한자   | 대략적 위치                                | 비고 |
| ------ | ------ | ------------------------------------------ | --- |
| 선성현 | 宣城縣 | 쉬안청시 쉬안저우구                        | 진나라가 멸망한 이후 회안현(懷安縣), 영국현(寧國縣), 당도현(當塗縣), 준추현(浚遒縣)의 4개 현이 통폐합되었다. 현내에 경정산(敬亭山)이 있었다.                                         |
| 경현   | 涇縣   | 쉬안청시 징현                              | 진나라가 멸망한 이후 안오현(安吳縣), 남양현(南陽縣)의 2개 현이 통폐합되었다. 현내에 개산(蓋山), 능양산(陵陽山)이 있었다.                                                             |
| 남릉현 | 南陵縣 | 우후시 판창현 서북 주촌(周村) 일대         | 진나라가 멸망한 이후 북강주와 남릉군이 선주에 통폐합되면서 석성, 임성, 정릉, 고치, 남릉 5현이 통폐합되었다.                                                                          |
| 추포현 | 秋浦縣 | 츠저우시 구이츠구 동산진(銅山鎭) 서북 일대 | 본래 석성현(石城縣)이었다. 진나라가 멸망한 이후 폐지되었다가 589년(수 문제 개황 9년) 지금의 이름으로 재설치되었다.                                                                   |
| 영세현 | 永世縣 | 창저우시 리양시 고현촌(古縣村)             | 진나라가 멸망한 이후 폐지되었다가 592년(수 문제 개황 12년) 재설치되었다. 현내에 영광산(靈光山)이 있었다.                                                                             |
| 수안현 | 綏安縣 | 쉬안청시 광더현                            | 본래 석봉현(石封縣)이었다. 진나라가 멸망한 이후 지금의 이름으로 개명되었고, 광양군(廣梁郡)이 통폐합되면서 대량군의 속현이었던 대덕현, 고장현, 안길현, 원향현의 4개현이 통폐합되었다. |

1. ↑  《진서》15권 지 제5 지리지 下 양주 선성군
2. 1 2  《송서》35권 지 제25 주군지 1 양주 선성군
3. ↑  《남제서》 14권 지 제6 주군지 上 남예주 선성군
4. 1 2  《수서》 31권 지 제26 지리지 下 양주 선성군